# RB VCARB 01
Der RB VCARB 01 ist der Formel-1-Rennwagen von Racing Bulls für die Formel-1-Weltmeisterschaft 2024. Er ist der 19. Formel-1-Wagen des Teams, seit es sich im Besitz von Red Bull befindet und der erste, der unter der Bezeichnung Racing Bulls gemeldet ist. Dieser Rennwagen wurde von Liam Lawson und Yuki Tsunoda gefahren. Bis zum 18. Grand Prix der Saison in Singapur fuhr Daniel Ricciardo den Wagen, danach wurde er durch Liam Lawson ersetzt.

## Technik und Entwicklung
Wie alle Formel-1-Fahrzeuge des Jahres 2024 ist der RB VCARB 01 ein hinterradangetriebener Monoposto mit einem Monocoque aus kohlenstofffaserverstärktem Kunststoff (CFK). Außer dem Monocoque bestehen auch viele weitere Teile des Fahrzeugs, darunter die Karosserieteile und das Lenkrad, aus CFK. Auch die Bremsscheiben sind aus einem mit Kohlenstofffasern verstärkten Verbundwerkstoff.
Der RB VCARB 01 ist das Nachfolgemodell des AlphaTauri AT04.
Angetrieben wird der RB VCARB 01 von einem 1,6-Liter-V6-Motor von Honda in der Fahrzeugmitte mit Turbolader sowie einem 120 kW starken Elektromotor; es ist also ein Hybridelektrokraftfahrzeug. Die Kraft überträgt ein sequentielles, mit Schaltwippen betätigtes Achtganggetriebe. Das Fahrzeug hat nur zwei Pedale, ein Gaspedal (rechts) und ein Bremspedal (links). Genau wie viele andere Funktionen wird die Kupplung, die nur beim Anfahren aus dem Stand gebraucht wird, über einen Hebel am Lenkrad bedient.
Das Fahrzeug ist 2000 mm breit, 970 mm hoch und mehr als 5000 mm lang. Das Gewicht beträgt einschließlich Fahrer 798 kg. Der Wagen hat 305 mm breite Vorderreifen und 405 mm breite Hinterreifen des Einheitslieferanten Pirelli auf 18-Zoll-Rädern.
Der RB VCARB 01 verfügt, wie alle Formel-1-Fahrzeuge seit 2011, über ein Drag Reduction System (DRS), das durch Flachstellen eines Teils des Heckflügels den Luftwiderstand des Fahrzeugs auf den Geraden verringert, wenn es eingesetzt werden darf. Auch das DRS wird mit einem Schalter am Lenkrad des Wagens aktiviert.
Der RB VCARB 01 ist mit dem Halo-System ausgestattet, das einen zusätzlichen Schutz für den Kopf des Fahrers bietet.

## Lackierung und Sponsoring
Der RB VCARB 01 ist überwiegend in Dunkelblau und Weiß gehalten und hat einige rote Akzente an den Bargeboards, dem Halo, dem Frontflügel und dem Heckflügel vom Sponsor PKN Orlen. Auf der Motorabdeckung ist der stilisierte Bulle, analog zur Lackierung von Red Bull Racing, auf blauem Untergrund weiß abgesetzt.
Weiterhin werben Visa, Cash App, Hugo Boss, HRC, Tudor, Ravenol und Pirelli auf dem Fahrzeug.

## Fahrer
Racing Bulls tritt in der Saison 2024 mit den Fahrern Daniel Ricciardo und Yuki Tsunoda. Ricciardo bestreitet seine vierte Saison für das Team und Tsunoda auch seine vierte Saison für das Team. Nach dem Großen Preis von Singapur wurde Daniel Ricciardo durch Liam Lawson ersetzt.

## Ergebnisse
| Fahrer                          | Nr.                             | 1  | 2  | 3  | 4   | 5   | 6   | 7  | 8  | 9  | 10 | 11 | 12 | 13 | 14 | 15 | 16  | 17  | 18 | 19 | 20  | 21 | 22 | 23 | 24  | Punkte | Rang |
| ------------------------------- | ------------------------------- | -- | -- | -- | --- | --- | --- | -- | -- | -- | -- | -- | -- | -- | -- | -- | --- | --- | -- | -- | --- | -- | -- | -- | --- | ------ | ---- |
| Formel-1-Weltmeisterschaft 2024 | Formel-1-Weltmeisterschaft 2024 |    |    |    |     |     |     |    |    |    |    |    |    |    |    |    |     |     |    |    |     |    |    |    |     | 46     | 8.   |
| Daniel Ricciardo                | 3                               | 13 | 16 | 12 | DNF | DNF | 154 | 13 | 12 | 8  | 15 | 9  | 13 | 12 | 10 | 12 | 13  | 13  | 18 |    |     |    |    |    |     | 46     | 8.   |
| Yuki Tsunoda                    | 22                              | 14 | 15 | 7  | 10  | DNF | 78  | 10 | 8  | 14 | 19 | 14 | 10 | 9  | 16 | 17 | DNF | DNF | 12 | 14 | DNF | 7  | 9  | 13 | 12  | 46     | 8.   |
| Liam Lawson                     | 30                              |    |    |    |     |     |     |    |    |    |    |    |    |    |    |    |     |     |    | 9  | 16  | 9  | 16 | 14 | 17* | 46     | 8.   |

| Legende  | Legende            | Legende                                                          |
| Farbe    | Abkürzung          | Bedeutung                                                        |
| -------- | ------------------ | ---------------------------------------------------------------- |
| Gold     | –                  | Sieg                                                             |
| Silber   | –                  | 2. Platz                                                         |
| Bronze   | –                  | 3. Platz                                                         |
| Grün     | –                  | Platzierung in den Punkten                                       |
| Blau     | –                  | Klassifiziert außerhalb der Punkteränge                          |
| Violett  | DNF                | Rennen nicht beendet (did not finish)                            |
| Violett  | NC                 | nicht klassifiziert (not classified)                             |
| Rot      | DNQ                | nicht qualifiziert (did not qualify)                             |
| Rot      | DNPQ               | in Vorqualifikation gescheitert (did not pre-qualify)            |
| Schwarz  | DSQ                | disqualifiziert (disqualified)                                   |
| Weiß     | DNS                | nicht am Start (did not start)                                   |
| Weiß     | WD                 | zurückgezogen (withdrawn)                                        |
| Hellblau | PO                 | nur am Training teilgenommen (practiced only)                    |
| Hellblau | TD                 | Freitags-Testfahrer (test driver)                                |
| ohne     | DNP                | nicht am Training teilgenommen (did not practice)                |
| ohne     | INJ                | verletzt oder krank (injured)                                    |
| ohne     | EX                 | ausgeschlossen (excluded)                                        |
| ohne     | DNA                | nicht erschienen (did not arrive)                                |
| ohne     | C                  | Rennen abgesagt (cancelled)                                      |
| ohne     | keine WM-Teilnahme |                                                                  |
| sonstige | P/fett             | Pole-Position                                                    |
| sonstige | 1/2/3/4/5/6/7/8    | Punktplatzierung im Sprint-/Qualifikationsrennen                 |
| sonstige | SR/kursiv          | Schnellste Rennrunde                                             |
| sonstige | *                  | nicht im Ziel, aufgrund der zurückgelegten Distanz aber gewertet |
| sonstige | ()                 | Streichresultate                                                 |
| sonstige | unterstrichen      | Führender in der Gesamtwertung                                   |